# Uit Je Bol
Uit Je Bol is een drugs-handleiding en informatieboek (Prometheus, 1994) geschreven door Gerben Hellinga en Hans Plomp. De schrijvers hebben vrijwel alle besproken drugs zelf geprobeerd, en dat levert een gebruiksaanwijzing op voor de drugsgebruiker. Hoewel men ook veel informatie geeft over de geschiedenis en de biologische effecten van de middelen, is deze informatie niet altijd even objectief en wetenschappelijk onderbouwd.

## Besproken drugs
In het boek worden de voors en tegens van alle denkbare soorten drugs besproken. De schrijvers gaan hierbij uit van hun eigen ervaringen. Hoewel het boek erg lovend is over sommige soorten drugs, verzuimt men niet te waarschuwen voor de risico's. Over harddrugs zoals heroïne zijn de auteurs kort; ze zeggen dat je daarvan moet afblijven. 

### Inhoudsopgave
1. Aan de lezer
2. De wraak van Dionysos
3. Hashish en marihuana
4. Goa
5. Ecstasy (XTC, MDMA)
6. Designer drugs
7. Cocaïne (coke, snow, white lady)
8. Coca
9. Amfetamine (speed, pep)
10. Heroïne (Horse, smack)
11. Alcohol, drank
12. Koffie, (leut, troost, een bakkie)
13. Tabak
14. Opium, O
15. LSD-25
16. Ketamine
17. DMT
18. PCP (Angel Dust)
19. Amylnitriet, poppers
20. Lachgas, N2O
21. Peyote, mescaline
22. Ayahuasca, yage
23. Klimmende Blauwe Winde
24. Nootmuskaat
25. Qat
26. Psilocybe, kaalkopje
27. Vliegenzwam
28. Doornappel, bilzekruid, alruinwortel
29. Pillen van de dokter
30. Afrodisiacische planten, kruiden en andere middelen
31. Ten slotte